# 9186 Fumikotsukimoto
9186 Fumikotsukimoto este un asteroid din centura principală de asteroizi.

## Descriere
9186 Fumikotsukimoto este un asteroid din centura principală de asteroizi. A fost descoperit pe 7 septembrie 1991 la Observatorul Palomar de Eleanor Francis Helin. Asteroidul prezintă o orbită caracterizată de o semiaxă mare de 2,31 ua, o excentricitate de 0,19 și o înclinație de 23,1° în raport cu ecliptica.